# المرأة الشابة (لوحة)
المرأة الشابة (وإسمها باللغة الإيطالية La fornarina) وهي لوحة رسمها الرسام الإيطالي رفائيل وألتي رسمها مابين سنة 1518 إلى 1520، هذه اللوحة موجودة الآن في قصر برباريني في روما، ومن المحتمل أنه لم يكملها لأنه توفي في سنة 1520 وقد عدلت فيما بعد من قبل الرسام جوليو رومانو، في القرن 16 اشترت الكونتيسة سانتافيورا والتي كانت إحدى نبيلات روما ثم أصبحت ملك لدوق بوكامبوني، وقد بدت اللوحة لعشيقة رفائيل مارغاريتا لوتي لكن آخرين يقولون أنها للآلهة الرومانية فينوس.